# Цетинская духовная семинария
Духо́вная семина́рия свято́го Петра́ Це́тинского (серб. Богословија светог Петра Цетињског, Цетинская духовная семинария, серб. Цетињска богословија) — семинария Черногорско-Приморской митрополии Сербской православной церкви, расположенная в городе Цетинье, Черногория.

## История
Основана в сентябре 1863 года архимандритом Иларионом (Рогановичем) с позволения князя Николы Петровича, однако уже через несколько месяцев семинария должна была закрыться из-за тяжёлого материального положения и невозможности содержать штат преподавателей и студентов.
В 1868 году было решено возродить семинарию в Цетинье. Школьный план и программу новой семинарии составили протоиерей Михаил Раевский, священник при русском посольстве, и Милан Костич, выпускник Киевской духовной академии в ранге магистра богословия. Святейший Синод Русской православной церкви одобрил запрос князя Николы, учебный план и устав Цетинской семинарии. Торжественное открытие семинарии состоялось 18 сентября (по юлианскому календарю) 1869 года, а обучение — на следующий день.
В первой половине XX века здесь преподавали иеромонах Филипп (Гарднер) и русский профессор Николай Дориомедов. К 1941 году состояла из 9 наставников и 170 учащихся.
1 апреля 1941 года Священный Архиерейский Синод, опасаясь за жизнь и безопасность учеников и профессоров Цетинской духовной семинарии, принял решение о её закрытии. Здание закрытой семинарии вскоре заняли оккупационные войска.
В октябре того же года по ходатайству митрополита Иоанникия (Липоваца) здание было освобождено, и в дальнейшем Духовная семинария возобновила свою деятельность (единственная из пяти довоенных семинарий Сербской Православной Церкви). На её содержание итальянские власти дали кредит в 570 тысяч лир. Правда, в период войны семинария функционировала лишь два коротких учебных года: с 17 февраля по 12 июня 1943 года и с 10 по 22 июня 1944 года. В перерывах ученики занимались частным образом под руководством ректора протоиерея Михаила Вуйисича и трёх профессоров.
Семинария возродилась только осенью 1992 года.